# Лаштувка, Ян
Ян Ла́штувка (чеш. Jan Laštůvka; род. 7 июля 1982, Гавиржов, Североморавский край) — чешский футболист, вратарь.

## Клубная карьера

### Ранние годы
Ян Лаштувка родился 7 июля 1982 года в чехословацком городе Гавиржов. Воспитанник академии клуба «Карвина», в котором прошёл все этапы подготовки молодых футболистов, а также провёл несколько матчей за первую команду. В 2000 году подписал контракт с клубом высшего дивизиона Чехии «Баник» (Острава) за который сыграл в 79 матчах. Наиболее удачным для него стал сезон 2003/04 — он стал чемпионом Чехии и финалистом Кубка.

### «Шахтёр» (Донецк)
В июне 2004 перешёл в донецкий «Шахтёр». Сначала играл довольно часто (даже выиграл Суперкубок Украины 2005), но вскоре из-за высокой конкуренции и введения в Высшей лиге Украины лимита на легионеров стал выходить на поле намного реже.
Вернувшись летом 2009 года из многочисленных аренд, Лаштувка всё равно не смог войти в стартовый состав, в этом фактически не было потребности. Основным вратарём «Шахтёра» был Андрей Пятов, с которым дончане успешно выиграли Кубок УЕФА. В итоге в межсезонье 2009 года Лаштувка покинул «горняков».

#### Аренда в «Фулхэм»
Сезон 2006/07 провёл на правах аренды в «Фулхэме». В Премьер-лиге дебютировал 2 декабря 2006 года в матче против «Блэкберн Роверс». Всего за «дачников» провёл 8 матчей, в которых пропустил 15 мячей. По окончании сезона руководство лондонского клуба не стало выкупать контракт чеха и Ян вернулся в «Шахтёр».

#### Аренды в «Бохум» и «Вест Хэм Юнайтед»
Период с 2007 по 2009 годы играл на правах аренды в клубах «Бохум» и «Вест Хэм Юнайтед». В «Бохуме» Лаштувка провёл сезон в роли основного вратаря и руководство клуба заинтересовалось в выкупе его контракта, но трансфер сорвался.
А вот в «Вест Хэме» Лаштувку постигла неудача. За «молотобойцев» он сыграл только один матч, и то — во второстепенном Кубке футбольной лиги.

### «Днепр» (Днепропетровск)

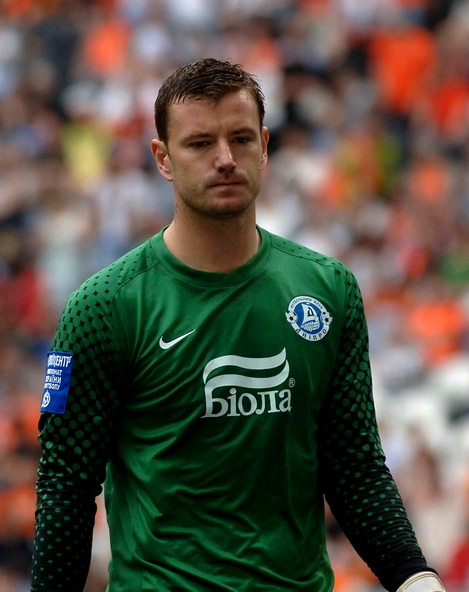
Лаштувка в составе «Днепра»

4 августа 2009 года Ян Лаштувка подписал трёхлетний контракт с днепропетровским «Днепром». Сумма трансфера составила 3 миллиона евро. Поначалу дела чеха в клубе шли очень неплохо, он выходил в ответственных матчах чемпионата, Кубка и Лиги Европы. Но перед сезоном 2013/14 в «Днепр» пришёл Денис Бойко и Лаштувка оказался в запасе. На скамейке Ян провёл все основные триумфы в новейшей истории «Днепра» — вице-чемпионство и финал Лиги Европы 2015.
В январе 2016 Бойко ушел в «Бешикташ» и Лаштувка снова стал основным вратарём. После ухода своего главного конкурента чех провёл в клубе ещё полгода, в начале лета 2016 он, как и большинство игроков, покинул «Днепр».

### «Карвина»
После ухода из «Днепра» Лаштувка несколько месяцев находился в статусе свободного агента и не мог найти клуб. Но в августе 2016 определился с командой, вернувшись в «Карвину», заключив с клубом однолетний контракт. Сезон 2016/17 провёл в «Карвине» полностью, отыграв 29 матчей, в которых пропустил 44 мяча.

### «Славия» (Прага)
В июле 2017 перешёл в пражскую «Славию». В команде стал основным вратарём, сыграл 15 матчей в чемпионате Чехии, а также защищал ворота команды в квалификации Лиги чемпионов и групповом этапе Лиги Европы.

### Возвращение в «Баник»
26 января 2018 года за 150 тыс. евро вернулся в «Баник», подписав контракт на 1,5 года.

## Карьера в сборной
В период с 1998 по 2002 годы Лаштувка играл за все юношеские сборные Чехии — от U-16 до U-20. Признавался лучшим вратарём мемориала Ежека 1999 года. В 2002—2003 годах провёл 16 матчей за молодёжную сборную. В 2011 впервые был вызван в национальную команду Чехии. Дебютировал 3 сентября 2011 в матче отбора на Чемпионат Европы 2012 против Шотландии (2:2). Позже сыграл в двух контрольных матчах — против сборных Финляндии (0:1, поражение Чехии) и Турции (2:0, победа Чехии). В основном проигрывал конкуренцию намного более именитому Петру Чеху.

## Достижения
«Баник» (Острава)
- Чемпион Чехии: 2003/04
- Финалист Кубка Чехии: 2003/04

«Шахтёр» (Донецк)
- Чемпион Украины (2): 2004/05, 2005/06
- Финалист Кубка Украины: 2004/05
- Обладатель Суперкубка Украины: 2005

«Днепр» (Днепропетровск)
- Вице-чемпион Украины: 2013/14
- Бронзовый призёр чемпионата Украины (2): 2014/15, 2015/16
- Финалист Лиги Европы УЕФА: 2014/15

## Статистика выступлений за сборную
| Матчи за сборную Чехии | Матчи за сборную Чехии | Матчи за сборную Чехии | Матчи за сборную Чехии | Матчи за сборную Чехии | Матчи за сборную Чехии  |
| ---------------------- | ---------------------- | ---------------------- | ---------------------- | ---------------------- | ----------------------- |
| №                      | Дата                   | Оппонент               | Счёт                   | Голы                   | Соревнование            |
| 1                      | 3 сентября 2011        | Шотландия              | 2:2                    | -2                     | Отборочный матч ЧЕ-2012 |
| 2                      | 11 сентября 2012       | Финляндия              | 0:1                    | -1                     | Товарищеский матч       |
| 3                      | 6 февраля 2013         | Турция                 | 2:0                    | -                      | Товарищеский матч       |

## Личная жизнь
Женат на чешской подруге детства — Ленке. У супружеской пары есть две дочери — удочеренная в Донецке Ангелина и Кристина.
Ян также занимается благотворительной деятельностью — после начала военных действий в Донбассе стал оказывать помощь украинской армии.